# STS-124
إس تي إس-124 (بالإنجليزية: STS-124)‏ هي مهمة بواسطة مكوك الفضاء ديسكفري إلى الفضاء الخارجي نحو محطة الفضاء الدولية.
تم إطلاق ديسكفري يوم 31 مايو 2008 في 17:02 بتوقيت شرق الولايات المتحدة،
وهبطت بسلام في محطة هبوط المكوك في مركز كنيدي للفضاء، على الساعة 11:15 بتوقيت شرق الولايات المتحدة وذلك يوم 14 يونيو عام 2008.
استغرقت الرحلة ما مجموعة 8 أيام، و17 ساعات، و39 دقيقة.

## المهمة

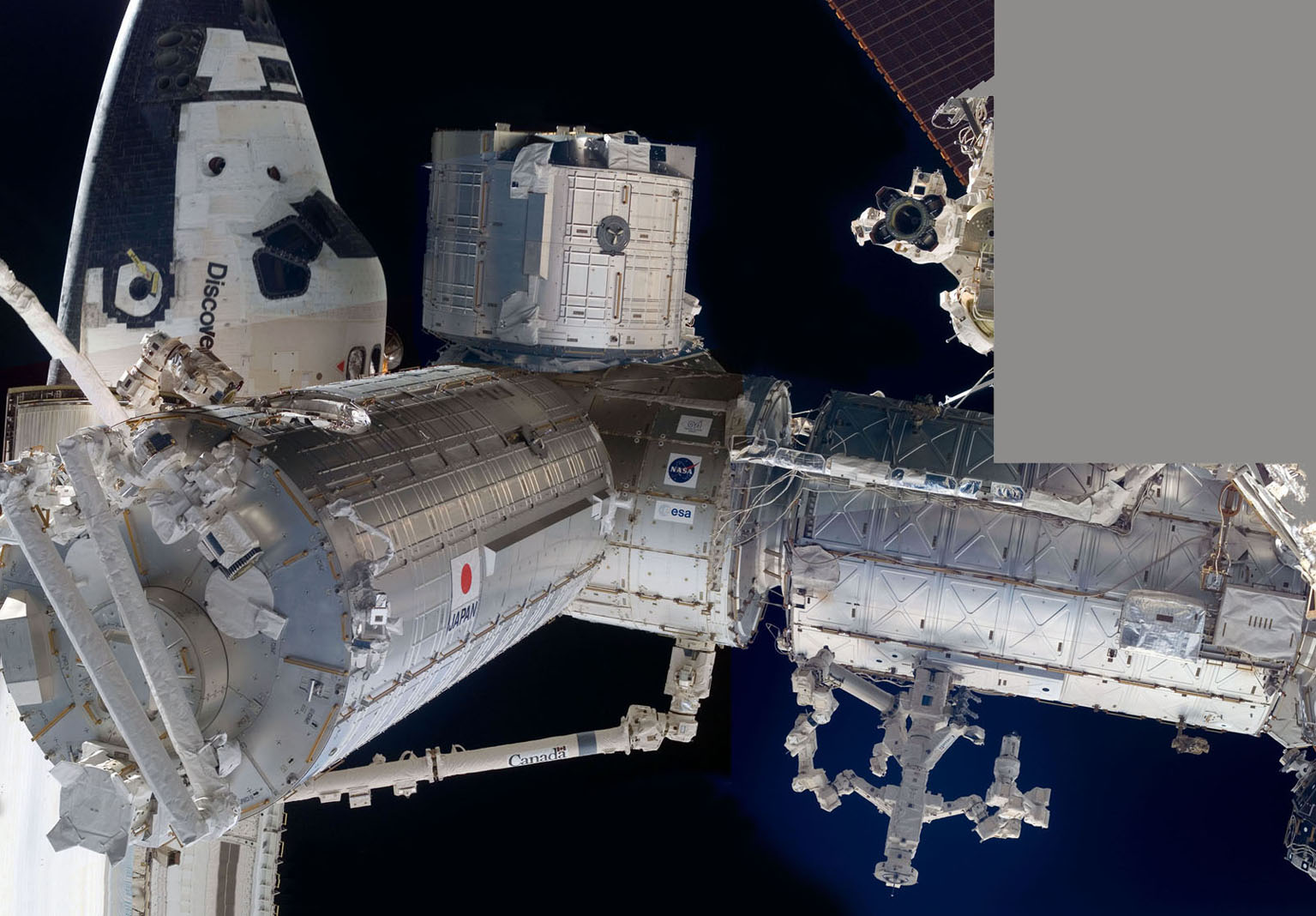
STS-124 صورة ل محطة الفضاء الدولية مع اس.ت.اس 124

كانت مهمة اس.ت.اس 124 (STS-124) الدولية هو تقديم وحدة الضغط والذراع الآلية الروبوتية، لوحدة التجارب اليابانية "كيبو" إلى محطة الفضاء الدولية.
أحصت البعثة ثلاث عمليات سير في الفضاء لتثبيت وتركيب المكونات الجديدة للمحطة.

## أفراد الطاقم

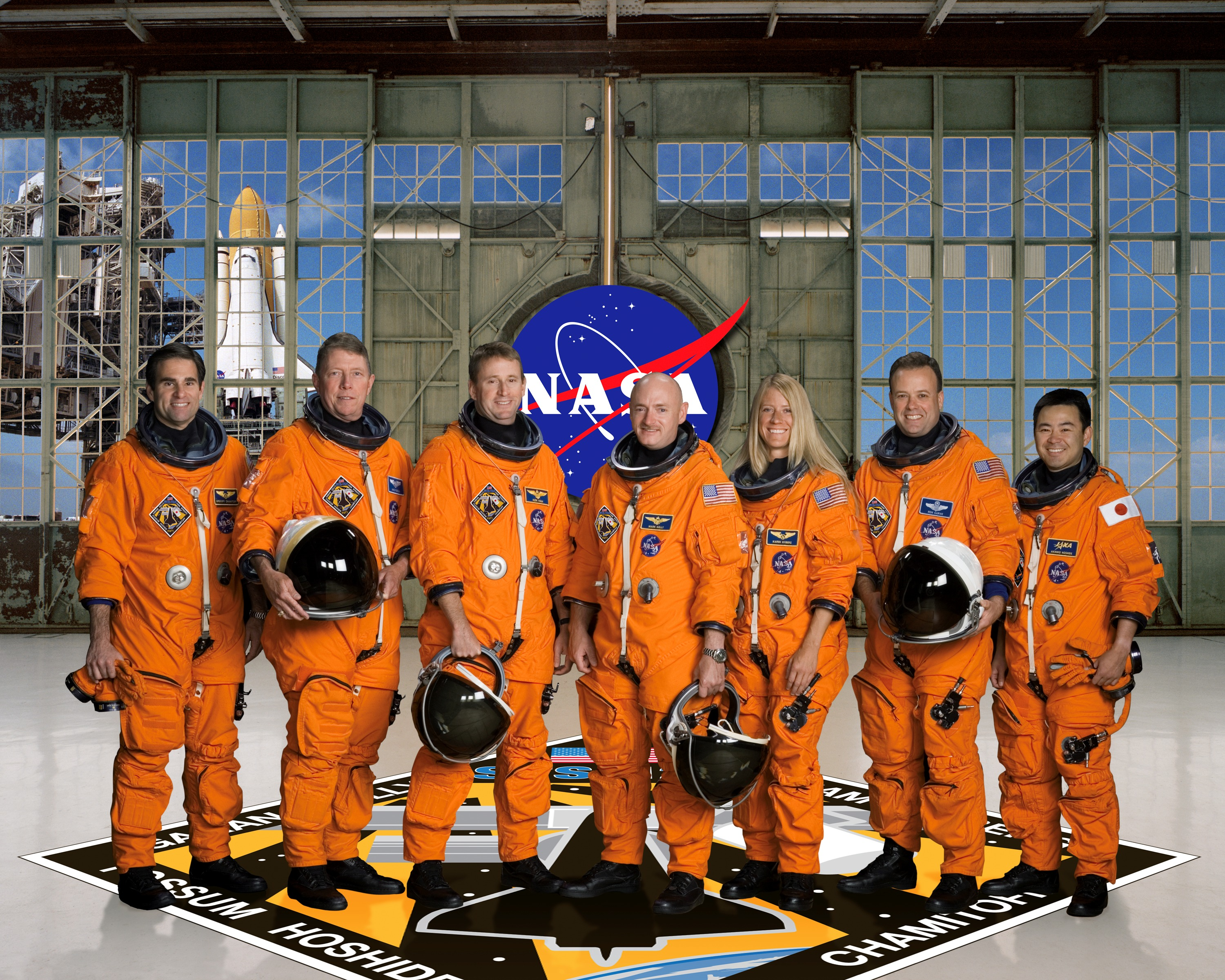
أفراد الطاقم اس.ت.اس 124

- مارك كيلي:  الولايات المتحدة في الرحلة الفضائية الثالثة في مهمة (قبطان الرحلة)
- كينيث هام: الولايات المتحدة في الرحلة الفضائية الأولى في مهمة (ربان)
- کرن لوثان نایبرك: الولايات المتحدة في الرحلة الفضائية الأولى (اخصائي المهمة 1)
- رونالد جی گاران جونیور: الولايات المتحدة في الرحلة الفضائية الأولى (اخصائي المهمة 2)
- مایکل ئی. فوسام: الولايات المتحدة في الرحلة الفضائية الثانية (اخصائي المهمة 3)
- أكيهيكو هوشيد: اليابان[3] في الرحلة الفضائية الأولى (اخصائي المهمة 4)
- غريغوري شاميتوفز: الولايات المتحدة في الرحلة الفضائية الأولى (اخصائي المهمة 5)[2]

## اس.ت.اس 124 في الإعلام
- Space Shuttle Discovery launches on STS-124

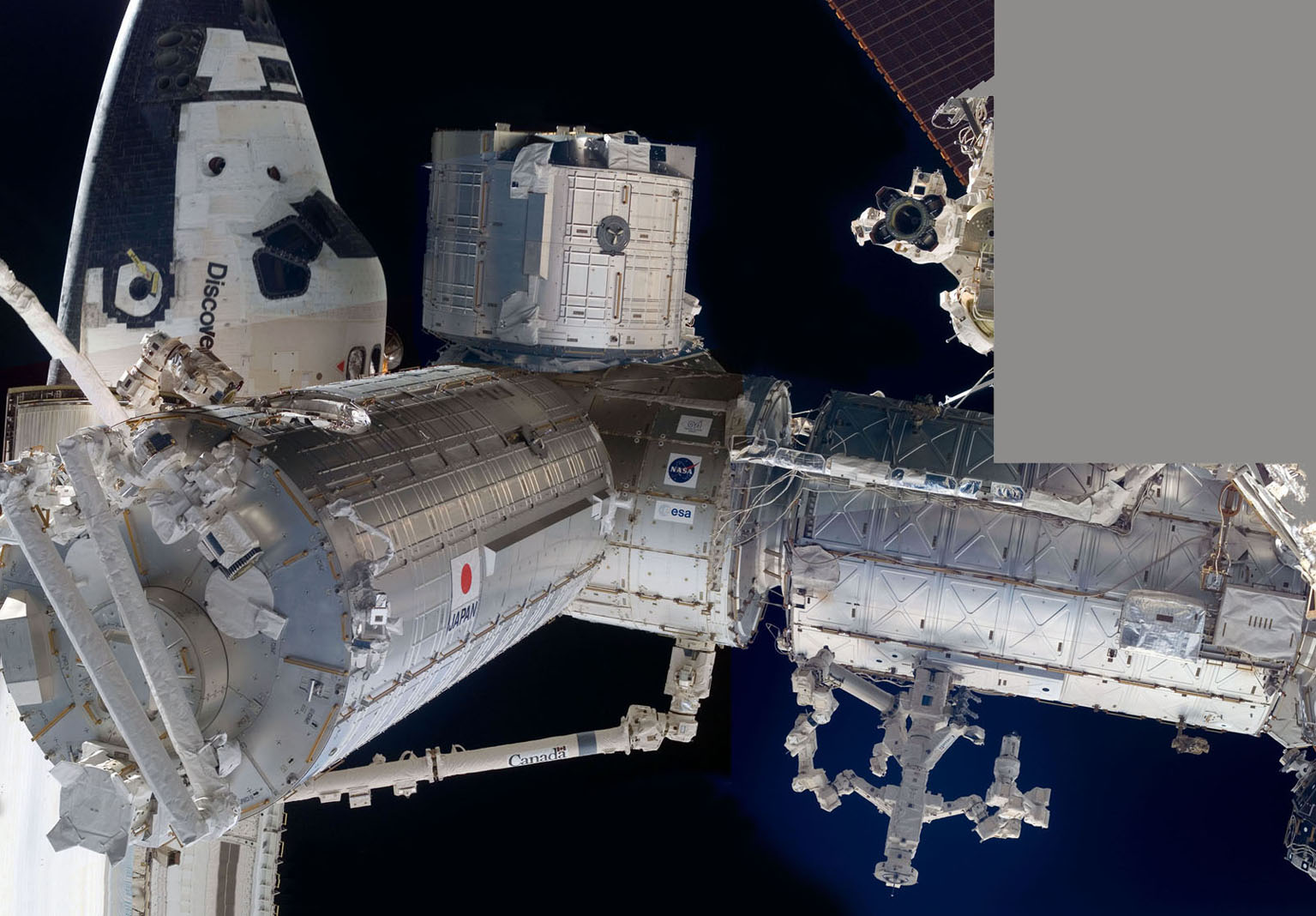
Composite image of the US Segment of the ISS taken during EVA